# Business Software Alliance
Business Software Alliance (BSA) je sdružení firem působící ve více než 80 zemích světa, prosazující zájmy softwarového průmyslu.
Mezi členy BSA patří například Adobe Systems, Autodesk, Microsoft. Veřejně známa je BSA zejména svými "protipirátskými" aktivitami a kampaněmi proti nelegálnímu používání počítačových programů. Například v říjnu 2009 organizace v České republice představila kampaň, v jejímž rámci vyzývá firmy, aby udávaly svou konkurenci používající nelegální software.
Podle BSA lze označit za piráta kohokoli, kdo používá nelegální software.

## BSA v ČR
V současné době nemá BSA v České republice žádnou právní subjektivitu. Původně zde působila pod názvem BSA CS, ale v roce 1999 prohrála soudní spor s firmou Digisys s.r.o. a měla dle rozsudku zaplatit pokutu 300 tis. Kč + soudní výlohy. BSA CS ovšem zaplacení pokuty odmítla a svou českou pobočku rozpustila. Od té doby působí BSA výhradně ze zahraničí, čímž komplikuje svou případnou další právní postižitelnost.
Zdá se, že dále používá už jen služby českých právních kanceláří.
V roce 2008 se BSA chtěla zaměřit na malé a střední firmy, kde se podle Jana Hlaváče podle dostupných analýz vyskytovalo nejvíce nelegálního softvare.
V červenci 2013 představila kampaň založenou na placeném udávání. Podle zástupce BSA Jana Hlaváče získala BSA od lovců pirátů přes 150 oznámení, z nichž 30 se dostalo do fáze podání trestního oznámení a první výplaty za tato oznámení měly proběhnout do léta, přičemž v průběhu celého roku 2014 mělo být na těchto odměnách vyplaceno celkem přes milion korun. Protože jsou za odhalení pirátů vypláceny odměny, stále více „lovců pirátů“ vystupuje z anonymity. Podle Jana Hlaváče je nejtypičtějším agentem nespokojený bývalý zaměstnanec.

### Obesílání podnikatelů
V dubnu 2011 BSA rozeslala dopis 12 tisícům podnikatelů s podezřením o užívání nelegálních programů a žádala od nich prověření, že se u nich nelegální softvare nepoužívá. V případě, že jejich software je v pořádku, žádala BSA do 14 dnů odeslat o této skutečnosti čestné prohlášení. Pokud by si podnikatel nebyl jistý, měl se registrovat do legalizačního programu na stránkách BSA. Přestože dopis nemá žádnou právní váhu a právníci radí na takový dopis nereagovat, mnozí podnikatelé sami sebe přivedou do problémů tím, že odpoví. Podle statistika BSA na podobný dopis reagovala asi polovina obeslaných firem a 11 % firem se zúčastnilo legalizačního programu.
Jan Hlaváč se k obesílání vyjádřil, že:
| „ | U části obeslaných firem máme podezření z pirátství na základě různých oznámení, které jsme obdrželi většinou z anonymních zdrojů. Další patří do kategorie společností, které jsou podle naší analýzy vystaveny velkému riziku softwarového pirátství. S firmami proto zahajujeme proceduru směřující k nápravě. | “ |

Toto prohlášení ale neodpovídá na otázku odkud BSA vzala všechny adresy, proč je přesvědčena, že dané firmy porušují zákon, a proč používá termín „obsílka“.
Na začátku roku 2015 BSA rozeslala přibližně deseticům firem varovnou obsílku, že možná používají nelegální software, a vyzvala k doložení, že se software používají legálně.
Podle Jana Hlaváče BSA často provádí na internetu tzv. kontrolní nákupy, ze kterých bylo zjištěno, že až 80 % nabízeného software nemá řádnou licenci nebo se jedná o padělek. V roce 2016 se proto v době před vánočními svátky BSA rozhodla zaslat varování před nelegálními praktikami, které zaznamenala na tuzemském trhu, 10 tisícům malých a středních firem.
Podle Úřadu pro ochranu osobních údajů lze hromadné odesílání dopisů BSA podnikatelům považovat za spam, podle BSA se o spam nejedná, podle ní jde o přímý marketing, který probíhá v souladu se zákonem.

### Obesílání institucí
V roce 2013 rozeslala strašící dopisy 7000 „organizacím veřejného sektoru, orgánů veřejné správy či místní samosprávy“. Obsílka se tvářila úředně a naprosto oficiálně, ale měla pouze nahnat strach a pochyby.

### Co má probíhat a probíhá po udání
V roce 2015 se redaktor serveru Měšec.cz rozhodl otestovat, co se stane po kliknutí na tlačítko Vím o pirátství a chci odměnu na stránce softwarelegalne.cz, v testu vystupoval jako jeho vlastní bývalá zaměstnankyně na pozici účetní. V září 2015 sám sebe udal, v prosinci 2015 už dostal zprávu od advokátní kanceláře, že byla zahájena procedura, která může mít za následek vznik nároku na odměnu podle pravidel BSA. Koncem ledna 2016 byl kontaktován policií se žádostí o zkontaktování se s policií. Protože k testu použil i IP adresu vydavatele, byl policií kontaktován i vydavatel. Protože cílem testu nebylo testování policie, redaktor se začátkem března 2017 spojil s příslušným policejním komisařem, aby mu vysvětlil, že jde o test, co se stane po odeslání hlášení přes tlačítko na webu BSA. Následně byla u redaktora provedena domovní prohlídka a kontrola software.
Redaktor při svém testu zjistil, že proces probíhá jinak, než jak by měl probíhat podle Jana Hlaváče. Neproběhl telefonický kontakt s oznamovatelem ani nebylo navrženo osobní setkání k prověření oznamovatele. S oznamovatelem nebyla sepsána smlouva, která má být podle Jana Hlaváče s oznamovatelem sepsána po vyhodnocení případu jako relevantního a vhodného pro podání trestního oznámení. Vymyšlený příběh redaktora musel být zřejmě dostatečně hodnověrný, protože podle Jana Hlaváče se BSA anonymními oznámeními zabývá jen ve výjimečných případech.
Po podání trestního oznámení by pak podle Jana Hlaváče měla Policie ČR provést u obviněného audit používaného software pomocí speciálního softwarového nástroje, ovšem při domovní prohlídce u redaktora žádný speciální softwarový nástroj použit nebyl.

## Členové
- Adobe Systems
- Altium
- ANSYS
- Apple Inc.
- Autodesk
- AVG Technologies
- Bentley Systems
- CA Technologies
- CNC Software/Mastercam
- Dell
- IBM
- Intel
- Intuit
- McAfee
- MathWorks
- Microsoft
- Minitab
- Oracle
- Parametric Technology Corporation
- Rockwell Automation
- Rosetta Stone
- Siemens PLM Software
- Symantec
- Tekla
- Trend Micro